# رجل الآلهة
رجل الآلهة  هو عمل قصصي ينتمي إلي فن أدب القصة الصامتة، أنشأها الفنان الأمريكي ليند وارد في عام (1905–1985)، وقد تم نشرها للمرة الأولي في عام 1929. فهناك مائة وتسعة وثلاثين قطعة من القطع الخشبية المرسومة الغير موحية بأي نوع من أنواع التواصل اللفظي والكلامي، ولكنها تعبر عن مكنونها الدلالي في إيصال فكرة أن الفنان فاوست قد أزهق روحه في سبيل عالمه السحري الذي نسجه بفرشته الفنية.
تعد رجل الآلهة هي أولي روايات الطراز الأمريكي الصامت والتي كانت بمثابة اللبنة التمهيدية والبصمة المؤثرة في تطوير فن الرواية المصورة. في البداية، قام ورد بقراءة القصة الصامتة «الشمس» للمؤلف «فرانسيس ماسيريل» أبان دراسته الفنية في ألمانيا في عام 1926. وقام بالعمل كرسام كبداية لشق طريقه العملي الفني عقب عودته إلي نيويورك في عام 1927. لعبت رواية «اوتو نيوكل» ذات الطابع الصامت دوراً بارزاً في تكوين رؤيته الفنية التي تقوم بدورها في نسج خيوط روايته الجديدة. انتشرت رواية «رجل الآلهة» قبل انهيار وول ستريت (1929) بأسبوع. وعلي الرغم من هول ذلك المشهد الدرامي، أضحت أسعار المبيعات في تقدم بالغ، وتصدر غير مسبوق لتصبح من أكثر الكتب الأكثر مبيعاً في تلك الآونة.ألهم هذا النجاح المحقق المحاولات الأمريكية الأخرى لتُدفع قيد التجربة، ومن ضمن رواد تلك المحاولات هو فنان الرسم الكاريكتوري «ميلت جروس» الذي حاكي رواية «رجل الآلهة» بنبرة تهكمية في روايته «أصلح ماتركبته من خطأ». وجد كلاً من فناني الرسم الكاريكتيري «شبيجل مان» و «ويل إيسنر» نموذج ورد مصدراً إلهامياً لإرساء دعائم أولي رواياتهم المصورة.

## المحتوي القصصي
تتألف الرواية الصامتة «رجل الآلهة» من مائة وتسعة وثلاثين قطعة من الخشب المطبوع يحكمها الطابع السردي الصامت. وتتوالي الأحداث تباعاً بتعاقب الصور صورة تلو الأخرى يعقبها مساحة؛ ليتسني للروائي أن يحكم زمام الرواية ويسلط ضوئه علي التدفقات والخلجات الفنية. عرض ورد في روايته «راوٍ صامت» أن كثرة الفواصل الفنية قد تؤدي إلي تراكم الفجوات الإدراكية والتي تعوق القارئ عن فهم مجريات الأحداث، في حين أن التقليل منها يؤدي إلي إدراج محتوي الرواية تحت بند الملل والرتابة.وقد ساهم الراو الصامت «ديفيد أ بيرونا» في وضع معالجة تتضمن التشابه الضمني بين تلك الجوانب المعروضة وأساليب القص الكوميدي.
تم إخراج ذلك العمل الفني في ثوب مختلف حيث يمتزج الأبيض بالأسود، وتختلف الصور في الحجم والبعد؛ فترتفع أعلي إلي 6سم كل أربعة بوصة (15سم × 10 سم)، كماأن الحجم يختلف في بداية ونهاية كل فصل. عمد ورد إلي استخدام الرمزية المتناقضة للونين الأبيض والأسود ليبرهن علي الفساد المتفشي في المدينة، ففي وضح النهار تكسو الغيامات المنازل ويسيطر الظلام علي السماء، رفع ورد من شأن الوجه في توليفته الفنية لكي يغمرهاجانب العاطفة بدلاً من استخدام الكلمات، وأيضاً لعبت التركيبة الفنية للرواية دوراً هاماً في إيصال العاطفة، وفي أثناء شهرته الفنية؛ فهناك صورة المؤلف تحدوه كؤوس الخمرلأعلي تتخفي وراءها رؤوس حامليها، مما يعمل بدوره في تجسيد العزلة المعنوية التي يحياها الشاعر. وتوازي الحبكة الفنية لرواية «رجل الآلهة» المحتوي الفني الذي يحويه العمل الأدبي «فاوست»، في حين قام العمل والإخراج الفنيين المنوطين بتألق الرواية في الإنتاج السينمائي وبخاصة القائمين عليها في الشركة الألمانية للرسوم المتحركة. وقد انطوي وضع الفاصلة في عنوان الرواية «رجل الآلهة» علي تعدد الآلهة فضلاً عن إله التوحيد في المسيحية. وتسلط رواية «باشادس» للمؤلف الروماني بلوتو أضوائها علي رواية «رجل الالهة» لتكسبها براعة الصنع وإحكام الصياغة، وتنص تلك المقطوعة علي «الإخلاص للآلهة من شيم المخلصين والأتقياء، مما يجعلهم للموت فريسة سهلة المنال».

## الحبكة الدرامية
تعكس هذه الرواية بريقاً لامعاً يتلألأ من روح الشخصية المحورية التي رفعت من شأن المحيط الأدبي للرواية؛ حيث تصور فناناً معدمأ وقد عقد توقيعاً مع شخص يتخذ من القناع والغموض سلاحاً له في توطيد علاقته مع هذا الفنان، وقد قام بمنحه فرشاة سحرية والتي سرعان ما استغلها الفنان في رسم معالم عالمه الفني في قالب يتسم بالرقي والعظمة. أبصر الفنان علي عالم قد أفسده المال والشهوة، وقد تجسد هذا الفساد في محبوبته.أخذ طريقه في التجوال في أرجاء المدينة، ومع كل شخص يقع عليه بصره يحيل نظراته فيه متذاكراً مقتنياته الغالية ومحبوبته المفضلة. وعلي إثر هذا الحزن العميق، استشاط غضباً يتخلله الهذيان الأعمي، مما دفع إلي مهاجمة شخص يبدو عليه من هيئته أنه ذات نفوذ، والذي سرعان ماتحقق من هويته والتي تشير أنه ضابطاً بوليسياً. وتم القبض عليه، ولكنه حين لاذ بالفرار من مخدعه، تلقفته الجماهير الغفيرة بالمطاردة من مكان لآخر في حدود المدينة. أصيب علي إثر قفزته إلي وادٍ ليتجنب الفتك به وإعادته إلي محبسه مرة أخرى. وفي محيط الغابات والأدغال، تعهدت به امرأة بالرعاية، فقامت بدور مثالي في معالجته إلي أن تم شفائه.أنجبا طفلاً، وأساسا لحياة يحكمها مبدأ السعادة والسلام، ولكن لن تستقيم الحياة دوماً، لعودة الشخص الغامض غريب الأطوار وتشاجرا معاً حتية أوشك الفنان علي السقوط من حافة الهاوية.وفي هذه الأحيان، رسم الفنان بمخيلته لوحة تصويرية عن ملامح هذا الرجل الغامض، ولكن سرعان ماسقط صريعاًمن أعلي قمة الجبل منغمساً في ذعر شديد. وسقط القناع عنه، وإذا برأس تشبه الجمجمة تستتر خلف القناع.

## الخلفية التاريخية
ولد ورد في شيكاغو (1905- 1985)، لوالد ينتمي إلي الطائفةالميثودية.هاري زديرك ورد، الذي اعتلي عدة مناصب اجتماعية، فشغل منصب الناشط الاجتماعي، وأول رئيس للإتحادالأمريكي للحريات المدنية. وخلال مسيرةالفنان ورد، عكس في كتباته اهتمامات أبيه فيما يخص العدالةالاجتماعية. انساق إلي حياة الفن مبكرًا، وقرر أن يصير فناناً عندما أخبره معلمه الذي يعمل بالدرجة الأولي أن كلمة «ورد» وردت رسماً إلي الخلف. برع في دراسته كطالب، ثم شارك بأعماله الفنية في المدرسة الثانوية والصحف الجامعية.
تزوج ورد من الكاتبة «مي ماكنير» في عام 1926م، وقضي الزوجان شهر العسل في أوروبا بعد تخرجهم من كلية المعلمين بجامعة كولومبيا. وبعد مضي أربعة أشهر في شرق أوروبا، استقر الزوجان في لايبزيغ بألمانيا لمدة عام واحد، حيث درس ورد كطالب خاص في الأكاديمية الوطنية لفنون الجرافيك وصناعة الكتب وصناعة النقوش الخشبية.وهناك اصطدم بالفن التعبيري الألماني، وقرأ الرواية الصامتة «الشمس» للمؤلف الفلمكني المتخصص في فن الأعمال الخشبية «فرانس ماسيريل». تستقي رواية «الشمس» عمادها من الأسطورة القديمة «ايكاروس» التي تم تحديثها في ثوب متميز يتضمن زخرفتها على ثلاثة وستين قطعة خشبية.
عاد ورد إلي الولايات المتحدة الأمريكية في عام 1927، عاقدًاالعزم علي بلورة أفكاره. وفي عام 1929، صادف أعمال الفنان الألماني أوتو نيوكل والتي من أبرزها الرواية الصامتة «القدر» بولاية نيويورك. خطا أونكل الخطوات الأولي في روايته الصامته «القدر» والتي تتمحور حول سرد لحياة ذاتية تدور مجريات أحداثها حول شخص رث الخلق.واتبع صياغة روائية تستوحي عمادها من الأعمال الفنية المناظرة للفنان ماسيريل ولكن الأخير امتازت أعماله بالتدفق السينمائي الكبير.ألهمت هذه التجربة الفنية الفنان ورد بتدفق الكثير من الأفكارالتي مهدت أولي خطوات الطريق في سبيل إخراجًا متقنًا ومحكمًا لروايته الصامتة، والتي نشأت بفضل حياته التي اتسمت بالطابع الحزين، كما استعان بأعمال بعض الفنانين الذين اتسمت حياتهم بالمأساوية، أمثال فينسنت فان غوج وأنري تولوز لوترك وجون كيتس وبيرسي بيش شيلي، وكما ناقش ورد «إن الموهبة المتميزة هي نتاج صفقة تكون فيها فرصة الإبداع في محل تبادل مع الوعدالأعمي الذي قطعه الشخص علي نفسه باكرًا».

## تاريخ النشر
أطلع وردالثلاثين مخططا الذين احتلوا المرتبة الأولي علي لاعب كرة القدم الأمريكي هاريسون سميث عام (1888-1971). عقد سميث معاهدة عملية تتضمن تصدر أعمال الفنان ورد العناوين الأولي في الأولويات الصحفية لدي الشركة، ولكن اشترط أن يفرغ من هذا العمل علي مشارف انتهاء الصيف. صدرت الطبعة الأولي في أكتوبر، وقد تمايزت إلي إصدار فاخر متقن، وإصدار تجاري يغلفه الطابع العام. اتبع الإصدار التجاري الطباعة الكهربائية التي تتألف من ألواح مصنوعة من القوالب ذات أصول خشبية تنتمي إلي خشب البقس الأصيل وقد تجمعت مرسبة ترسيبًا كهربيًا. بينماتبعت الإصدارات الفاخرة نظامًا مغايرًا في الطباعة، حيث طُبعت من الألواح الخشبية الأصيلة، في حين اقتصرت نسخة أخرى علي ربعمائة وتسعة نسخة طُبعت بالورق الحمضي، تلتزم القماش الأسود والتغميد الانزلاقي.وتم طباعة هذه الإصدارات علي الوجه الأيمن للصفحة، وتركت الصفحة اليسري فارغة.خُصصت هذه الإصدارات لمعلمي ورد الثلاثة، يتربع علي رأسهم معلم النقش الخشبي في لايبزيغ «هانز الكسندر» وتيودور مولر (1888- 1962)، ومعلم المرحلة الجامعية بجامعة كولومبيا للفنون الأدبية والتعليمية جون ب هاينز (1896- 1969)، والبرت س هيكمان عام (1893-1971).
وقد أعيد طبع الكتاب في العديد من الإصدارات متبلورًا في مجموعة مقتطفات أدبية. وفي عام 1974 ظهرت رواية «راوٍ صامت» علي الساحة الأدبية حاملًة في طياتها مجموعة من الإصدارات بالإضافة إلي كتابي «ضجيج رجلٌ متخبط» و «الترحال البري» والتي سبقت باستهلال رُصّع بالعديد من المقالات النقدية التي تكشف عم رؤية ورد الفنية. بدت المجموعة القصصية في هيئة مدمجة، وفي بعض الأحيان تتابع أربع صور في صفحة واحدة. وفي عام 2010، جُمعت تلك النسخة بجانب نظائرها الخمس من أعمال ورد الصامتة والتي تم حفظها في مجلدين كبيرين في المكتبة الأمريكية بعد أن تناولها منفذ الأفلام التصويرية الكاريكاتورية شبيجل مان بالتفحيص والتقنين.
لاقت النسخة الأصلية جانبًا كبيرًا من الاهتمام؛ حيث حُفظت في المجموعة القصصية التابعة للفنان ورد بالمكتبة الأثرية التابعة للفنان جوزيف مارك بجامعة جورجتاون في واشنطن د.س. والتي خلفهابنتي ورد ناندا وروبن.

## الإرث الثقافي
تعد «رجل الآلهة» هي أولي الروايات الصامتة في الفن الروائي الأمريكي،  فتنفرد بمكانتها في ظل الإضمحلال مثل هذه الأنواع في الفن الأمريكي الأوروبي اليوم. فلم يأتي بمثلها أحد حتي اليوم، فبرهنت علي تفردها بتصنيفها من الكتب الأكثر مبيعًا. وأطلق ورد زمامها في أسبوع ماقبل اندلاع حادثين مروعين هما انهيار وول ستريت عام 1929، والكساد التجاري الكبير. قامت تلك الرواية بالتوغل غير المسبوق، فمررت بثلاث عمليات طبع في شهر يناير عام 1930، وحققت نجاحًا منقطع النظير، فقد تم بيع فوق العشرين ألف نسخة متفاوتة الطبع، حيث ارتفعت فعاليات طباعتها إلي ستة فعاليات خلال الأربع سنوات الأولي من نشرها. شهدت هذه الفترة أيضًا اعتلاء الشاب ورد أولي مناصبه الريادية في منصب فنان الرسم التصويري الكاريكاتوري؛ حيث شهد إقبالًا ضخمًا إثر تقدمه في هذه الوظيفة.قاد هذا النجاح المحقق لرواية «رجل الآلهة» إلي نشر الرواية الأمريكية «القدر» للفنان نيوكل عام 1930. قام فنان الرسم التصويري والتشكيلي ميلث جروس الذي وجه نظرة تهكمية إلي إلي ذلك الفن المأساوي الصامت وأيضًا إلي رواية رجل الآلهة علي وجه الخصوص، وعبر عن هذا في رواية صامتة من صنعه. «لقد فعلها خاطئًا، فقد بدأها باستهلال ثانوي ينص علي» إنها رواية أمريكية عظيمة، تخلو من اللفظة والموسيقي أيضًا. تتمحور حول فنان يزاول مهنة تقطيع الأخشاب والذي يعد تعليقًا صريحًا علي حياة ورد العملية ووظيفته كفنان تشكيلي.
لعب مسرح بالت دورًا بارزًا في رعاية رواية «رجل الآلهة» وأيضًا انطلاقًا من دوره المنوط كعضو مساهم في اقتناء تلك النوادر، بالتوعية الشديدة إزاء إعادة تجسيد وتطوير تلك الرواية، وأسند تلك المهمة إلي فيلكس زلبيسكي، ولكن باءت تلك المحاولات بالفشل، إذ انتشرت العديد من الأزمات المالية في تلك الآونة والتي كان لها عظيم الأثر في هجر فيليكس لتقنين وتطوير تلك الرواية وكثير من أعماله الأخرى التي تميزت بعبقريتها. وعلي الرغم من توالي العروض الدرامية السنمائية لتحويل تلك التجربة إلي واقع ملموس، فلم يتم وضع مخطط دقيق لتنفيذها.
لاقت الرواية حفاوة من ذوي الانتماءات اليسارية والكتاب المستقبلين لمثل هذا النوع من الروايات. وساهمت القصيدة أيضًا في بلورة الفكرة العامة لهذه التجربة. قام الشاعر الأمريكي «ألن غينسبرغ» بجعل رواية «رجل الآلهة» مصدرًا إلهاميًا ومرجعًا موضوعيًا عند اختيار الصور الشعرية التي تتزين به قصيدته «عواء». وأشار أيضًا في قصيدته ببعض التشبيهات التصويرية للمدينة والمعتقل لتكون بمثابة الزخرفة الشكلية التي تزين محتوي القصيدة. وفي عام 1981، عزز الفنان بول جينكز ممثل مذهب التعبيرية التجريدية من مكانة المسلك الذي سلك به ورد دروب هذا الفن الحديث؛ بما يتمتع به من عبق الأصالة. شاركت «رجل الآلهة» في نسج خيوط الأسلوب الروائي حيث خرج العمل الأدبي ممزوجًا بخضم التجربة التي خاضها ورد حيث استخدم القطع الخشبية التعبيرية في إيضاح أفكاره. قام شبيجل مان بإدراج ذلك القطاع الممنهج في روايته التصويرية «ماوس». كما أضفي قائد فرقة «ماي مورنينج جاكت» جيم جامس مؤلفته الفنية الصامتة«مناطق الضوء وصوت الإله» الذي استخدم فيه مستوي سرد قصصي استلهمه من الحس الفني لرواية «رجل الآلهة» في عام 2013، والذي استخدم الموسيقي التصويرية للفيلم مقتبسة منها أيضًا.
تصنف رجل الآلهة من أعظم الروايات التي كتبها ورد والتي صبغت بالصبغة العالمية، وتبعًا للفنان شبيجل فإنه يعتقد بأحقية إضفاءالجدارة والسبق لهذه الرواية، حيث أنها بالمقارنة مع نظيراتها من أعمال ورد، تتفرد ببراعة السرد وجودة الأسلوب، تندمج فيها النبرة الصامتة والتي تعد هي الأولي من نوعها التي نشرت في الولايات المتحدة الأمريكية، في حين أعلي أروين هانس من قيمة العمل الأدبي، حيث صرح بتفاوت مستوي السردالقصصي من كاتب لآخر وأنه عندما نشر روايته الثالثة التي تألقت في قالب صامت، كان ورد قد استولي علي ساحة الفن حينئذ.
يميل العمل الأدبي الفني إلي رسم الإطلالات المرحة غير المقصودة، والذي تضمنتها الكاتبة الأمريكية سوزان سونتاج في كتابها «كانون اوف كامب» في مقالها «ملاحظات في المعكسر». وصرح شبيجل مان معترفًا بأن المشاهد التصويرية التي تصور البطل بطريقة ايدولوجية تختفي تدريجيًا عن طريق جلين الزوجة وطفلها الذي جعله ينطق بنبرة عالية.
وعارض الطبيب النفسي م.سكوت بيك المضمون القصصي لذلك الكتاب، مشيرًا بأنه يحمل دلالات تدلي دلوها في محيط سلبي مكون من هالات من التمزيق المعنوي لدي الأطفال، وأطلق عليه" إنه الأظلم والأقبح إصدارًا قد رآه في حياته". وأشار إلي الأجزاء التي تحمل المضمون الغريب الغامض والتي تتمثل في الشياطين وروح الموت".

## الملاحظات
1. ↑  "(باللاتينية: Quem di diligunt, adolescens moritur.)‏", Bacchides, IV.vii
2. ↑  ألمانية: Die Sonne)‏
3. ↑  في الجزء الثاني، أبيات 82–84.[30]

### الكتب
- Beronä، David A. (2008). Wordless Books: The Original Graphic Novels. Abrams Books. مؤرشف من الأصل في 2019-06-04. {{استشهاد بكتاب}}: الوسيط |ref=harv غير صالح (مساعدة) والوسيط غير المعروف |الرقم المعياري= تم تجاهله يقترح استخدام |ردمك= (مساعدة)
- Kelman، Ari Y. (2010). "Introduction: Geeve a Listen". Is Diss a System?: A Milt Gross Comic Reader. دار نشر جامعة نيويورك  [لغات أخرى]‏. ص. 1–54. مؤرشف من الأصل في 2020-01-25. {{استشهاد بكتاب}}: الوسيط |ref=harv غير صالح (مساعدة) والوسيط غير المعروف |الرقم المعياري= تم تجاهله يقترح استخدام |ردمك= (مساعدة)صيانة الاستشهاد: علامات ترقيم زائدة (link)
- Peck، M. Scott (2005). Glimpses of the Devil: A Psychiatrist's Personal Accounts of Possession, Exorcism, and Redemption. سايمون وشوستر. مؤرشف من الأصل في 2020-01-25. {{استشهاد بكتاب}}: الوسيط |ref=harv غير صالح (مساعدة) والوسيط غير المعروف |الرقم المعياري= تم تجاهله يقترح استخدام |ردمك= (مساعدة)
- Rothberg، Michael (2000). Traumatic Realism: The Demands of Holocaust Representation. University of Minnesota Press. {{استشهاد بكتاب}}: الوسيط |ref=harv غير صالح (مساعدة) والوسيط غير المعروف |الرقم المعياري= تم تجاهله يقترح استخدام |ردمك= (مساعدة)
- Smykla، Evelyn Ortiz (1999). Marketing and Public Relations Activities in ARL Libraries: A SPEC Kit. Association of Research Libraries. UOM:39015042082936. مؤرشف من الأصل في 2020-01-25. {{استشهاد بكتاب}}: الوسيط |ref=harv غير صالح (مساعدة)
- Sontag، Susan (1999). Cleto، Fabio (المحرر). Camp: Queer Aesthetics and the Performing Subject : a Reader. University of Michigan Press. ص. 53–65. مؤرشف من الأصل في 2020-01-25. {{استشهاد بكتاب}}: الوسيط |ref=harv غير صالح (مساعدة) والوسيط غير المعروف |الرقم المعياري= تم تجاهله يقترح استخدام |ردمك= (مساعدة)
- Spiegelman، Art (2010). "Reading Pictures". في Spiegelman، Art (المحرر). Lynd Ward: Gods' Man, Madman's Drum, Wild Pilgrimage. مكتبة أمريكا  [لغات أخرى]‏. ص. ix–xxv. {{استشهاد بكتاب}}: الوسيط غير المعروف |الرقم المعياري= تم تجاهله يقترح استخدام |ردمك= (مساعدة)صيانة الاستشهاد: علامات ترقيم زائدة (link)
- Spiegelman، Art (2010). "Chronology". في Spiegelman، Art (المحرر). Lynd Ward: Gods' Man, Madman's Drum, Wild Pilgrimage. مكتبة أمريكا  [لغات أخرى]‏. ص. 799–821. {{استشهاد بكتاب}}: الوسيط غير المعروف |الرقم المعياري= تم تجاهله يقترح استخدام |ردمك= (مساعدة)صيانة الاستشهاد: علامات ترقيم زائدة (link)
- Spiegelman، Art (2010). "Note on the Texts". في Spiegelman، Art (المحرر). Lynd Ward: Gods' Man, Madman's Drum, Wild Pilgrimage. مكتبة أمريكا  [لغات أخرى]‏. ص. 823–825. {{استشهاد بكتاب}}: الوسيط غير المعروف |الرقم المعياري= تم تجاهله يقترح استخدام |ردمك= (مساعدة)صيانة الاستشهاد: علامات ترقيم زائدة (link)
- Spiegelman، Art (2010). "Notes". في Spiegelman، Art (المحرر). Lynd Ward: Gods' Man, Madman's Drum, Wild Pilgrimage. مكتبة أمريكا  [لغات أخرى]‏. ص. 827–833. {{استشهاد بكتاب}}: الوسيط غير المعروف |الرقم المعياري= تم تجاهله يقترح استخدام |ردمك= (مساعدة)صيانة الاستشهاد: علامات ترقيم زائدة (link)
- Willett، Perry (2005). "The Cutting Edge of German Expressionism: The Woodcut Novel of Frans Masereel and Its Influences". في Donahue، Neil H. (المحرر). A Companion to the Literature of German Expressionism. Camden House Publishing. ص. 111–134. مؤرشف من الأصل في 2020-01-25. {{استشهاد بكتاب}}: الوسيط |ref=harv غير صالح (مساعدة) والوسيط غير المعروف |الرقم المعياري= تم تجاهله يقترح استخدام |ردمك= (مساعدة)
- Walker، George، المحرر (2007). Graphic Witness: Four Wordless Graphic Novels. Firefly Books. مؤرشف من الأصل في 2019-06-09. {{استشهاد بكتاب}}: الوسيط |ref=harv غير صالح (مساعدة) والوسيط غير المعروف |الرقم المعياري= تم تجاهله يقترح استخدام |ردمك= (مساعدة)
- Witek، Joseph (1989). Comic Books as History: The Narrative Art of Jack Jackson, Art Spiegelman, and Harvey Pekar. University Press of Mississippi. {{استشهاد بكتاب}}: الوسيط |ref=harv غير صالح (مساعدة) والوسيط غير المعروف |الرقم المعياري= تم تجاهله يقترح استخدام |ردمك= (مساعدة)

### الدوريات العلمية والمجلات
- Beronä، David A. (مارس 2003). "Wordless Novels in Woodcuts". Print Quarterly. Print Quarterly Publications. ج. 20 ع. 1: 61–73. JSTOR:41826477. {{استشهاد بدورية محكمة}}: الوسيط |ref=harv غير صالح (مساعدة)
- E. P. (يونيو 1930). "God's Man. A Novel in Woodcuts by Lynd Ward". The Burlington Magazine for Connoisseurs. The Burlington Magazine Publications Ltd. ج. 56 ع. 327: 327–328. JSTOR:864362. {{استشهاد بدورية محكمة}}: الوسيط |ref=harv غير صالح (مساعدة)
- Haas، Irvin (مايو 1937). "A Bibliography of the Work of Lynd Ward". Prints. Connoisseur Publications. ج. 7 ع. 8: 84–86. {{استشهاد بدورية محكمة}}: الوسيط |ref=harv غير صالح (مساعدة)
- Painter، Helen W. (نوفمبر 1962). "Lynd Ward: Artist, Writer, and Scholar". Elementary English. National Council of Teachers of English. ج. 39 ع. 7: 663–671. {{استشهاد بدورية محكمة}}: الوسيط |ref=harv غير صالح (مساعدة)
- Witek، Joseph (2004). "Imagetext, or, Why Art Spiegelman Doesn't Draw Comics". ImageTexT: Interdisciplinary Comics Studies. جامعة فلوريدا. ج. 1 ع. 1. ISSN:1549-6732. مؤرشف من الأصل في 2014-11-29. اطلع عليه بتاريخ 2012-04-16. {{استشهاد بدورية محكمة}}: الوسيط |ref=harv غير صالح (مساعدة)

### الإنترنت
- Bulson، Eric (14 ديسمبر 2011). "A Great, Wordless, American Storyteller". The Times Literary Supplement. مؤرشف من الأصل في 2012-01-10. اطلع عليه بتاريخ 2013-03-29. {{استشهاد ويب}}: الوسيط |ref=harv غير صالح (مساعدة)
- Kelley، Rich (2010). "The Library of America interviews Art Spiegelman about Lynd Ward" (PDF). مكتبة أمريكا  [لغات أخرى]‏. مؤرشف من الأصل (PDF) في 2010-12-30. اطلع عليه بتاريخ 2013-09-16. {{استشهاد ويب}}: الوسيط |ref=harv غير صالح (مساعدة)صيانة الاستشهاد: علامات ترقيم زائدة (link)
- Wolk، Douglas (4 فبراير 2011). "Emanata: Novels in Woodcuts, Comics in Words". Time. مؤرشف من الأصل في 2011-02-07. اطلع عليه بتاريخ 2013-09-16. {{استشهاد ويب}}: الوسيط |ref=harv غير صالح (مساعدة)
- Zemler، Emily (4 أبريل 2013). "How a Wordless 1929 Novel Inspired Jim James' Solo Album". MTV Hive. مؤرشف من الأصل في 2013-04-06. اطلع عليه بتاريخ 2015-05-20. {{استشهاد ويب}}: الوسيط |ref=harv غير صالح (مساعدة)

## وصلات خارجية
- المكتبة التذكارية لجوزيف مارك لوينجر في جامعة جورجتاون، حيث حفظت الأعمال الخشبية في رجل الآلهة
- بوكسر، سارة (17 أكتوبر 2010). "أول كاتبة أمريكية للرواية الصامتة". مجلة سلايت. مؤرشف من الأصل في 2018-09-20. اطلع عليه بتاريخ 2013-03-18.